# 美乐花园 (柔佛)
美乐花园是一個位於马来西亚柔佛州新山市的鎮區，毗鄰聖淘沙花園、蘇莉雅花園及大馬花園。

## 設施
- 馬來亞銀行
- 加德士

## 交通
- 可乘搭208及T11號巴士到達[1]。